# Kanojo wa Uso o Aishisugiteru
Kanojo wa Uso o Aishisugiteru (カノジョは嘘を愛しすぎてる?), conocido también como The Liar and His Lover, es un manga escrito e ilustrado por Kotomi Aoki. A partir de 2013, vendió más de tres millones de copias. El 23 de noviembre de 2016, se anunció que el manga terminaría el 24 de febrero de 2017.

## Sinopsis
Aki es un músico genio, que compone canciones para una famosa banda de rock —Crude Play— bajo el famoso productor Takagi. Formaba parte antes de su debut, pero se retiró después de descubrir que Shinya era mejor interpretando su papel como su músico fantasma. Su vida giraba en torno a la música o estaba relacionada con la misma. Su exnovia es la famosa cantante Mari, quien también lo engañaba con Takagi. Sintió que Takagi lo estaba manipulando, entró en depresión y trató desesperadamente de encontrar algo que pudiera darle sentido a su vida fuera del ámbito musical. A través del destino, conoció a Riko, una adolescente que se enamoró de él a primera vista. A pesar de no estar enamorado de ella, comenzó a salir con ella por capricho. Le mintió sobre su propia identidad, su relación pasada y sus propios sentimientos. Sin que él lo supiera, Riko era en realidad una cantante talentosa con una voz única que Takagi descubrió recientemente.

## Recepción
El manga ganó el premio al mejor manga Shōjo en los 59th Shogakukan Manga Awards.

## Adaptaciones
- The Liar and His Lover (2013), una adaptación de acción real protagonizada por Takeru Satoh y Sakurako Ohara.[4][5]
- The Liar and His Lover (2017), un drama coreano interpretado por Lee Hyun-woo y Joy.[6]